# 1978 en république du Congo

## Gouvernement
- Président : Joachim Yhombi-Opango
- Premier ministre : Louis-Sylvain Goma

## Événements
- 23 janvier - 6 février : procès de l'assassinat du président Marien Ngouabi le 18 mars 1977 ; onze peines capitales sont prononcées, dont dix sont appliquées le 7 février
- 13 février : le capitaine Barthélémy Kikadidi, accusé d'être le chef du commando ayant assassiné Marien Ngouabi, est tué par des militaires au domicile de la personne qui l'abritait, au quartier Makélékélé
- 14 août : le chef de l'État annonce qu'un complot « réactionnaire » a été découvert et annule les festivités de l'anniversaire de l'indépendance du pays, prévues pour le lendemain
- 23 novembre : Barthélemy Batantu est nommé comme nouvel archevêque de Brazzaville, un an et demi après l'assassinat de son prédécesseur, le cardinal Émile Biayenda

## Naissances
- 4 avril : Marcel Nkueni, footballeur congolais.

## Décès
- 20 août : Jacques Opangault, fondateur du Mouvement socialiste africain et vice-président de la république du Congo de 1961 à 1962